# Celalzade Mustafa Celebi
Celalzade Mustafa Celebi (n. 1490, Tosya⁠(d), Provincia Kastamonu, Turcia – d. 1567, Constantinopol, Imperiul Otoman) a fost un cancelar și istoric otoman din secolul al XVI-lea.
Este cel mai cunoscut pentru istoria sa scrisă despre domnia lui Soliman I. Lucrarea a fost scrisă în mai multe stadii, fiecare reprezentând etape diferite din viața sa. De exemplu, al treilea și ultimul stadiu al lucrării, scris la bătrânețe, este împânzit de motive literare caracteristice istoriografiei otomane, precum motivul funcționarului merituos.